# Милош Срејовић
Милош Срејовић (12. април 1956, Крагујевац, Југославија) је бивши српски и југословенски атлетичар, специјалиста за троскок.
Атлетиком се почео бавити као средњошколац у Крагујевцу, под надзором свог првог тренера Владе Луковића. Пре атлетике је тренирао гимнастику, фудбал, кошарку и борилачке спортове бокс и карате. Као јуниор успео је да победи, свог суграђанина и вишеструког првака Југославије, Милана Спасојевића, те и дан данас држи јуниорски рекорд са скоком у дужини од 16,10 метара. Те исте 1975. окитио се бронзаном медаљом на Европском јуниорском првенством у Атини скоком од 15,99 метара.
При преласку у сениорску конкуренцију имао је великих проблема са повредама, тако да се није одмах пронашао у тој конкуренцији. 1978. године одлучује да ангажује новог тренера и то, ни мање, ни више свог великог супарника Милана Спасојевића, који му је помогао да стигне до врхунских остварења. Тренер му је био и Александар Маринковић.
На Европском првенству 1978. године у чехословачкој престоници Прагу је направио својеврсну сензацију поставши нови европски шампион у троскоку победом над олимпијским шампионом Виктора Сањејева за један центиметар, а скок је извео из последњег (шестог) покушаја и износио је 16,94 метара, што је био и нови рекорд Југославије. Захваљујући том успеху проглашен је за најбољег спортисту Балкана те године.
Након те освојене медаље ретко је учествовао на великим такмичењима, највише због учесталих повреда, тако да није имао прилику да засија у пуном сјају. Резултат каријере постигао је у Сарајеву 1981. године и тај скок је износио 17,01 метара, што је и данас рекорд Србије. Због повреде тетива брзо је завршио такмичарску каријеру.